# Caeymaex
Caeymaex is een geslacht waarvan leden sinds 1989 tot de Belgische adel behoren.

## Geschiedenis
De adellijke tak begint met Ludovic Caeymaex (1912-1997) die op 3 juli 1989 motu proprio werd opgenomen in de erfelijke Belgische adel met de persoonlijke titel van ridder. Hij was magistraat en ook nageslacht of aangetrouwden werden jurist terwijl de meeste leden een academische, veelal een Mastergraad behaalden.
Anno 2019 leefden er nog elf mannelijke telgen, de laatste geboren in 2017.

### Wapenbeschrijving
- 1989: In keel, een omgekeerde gaffel van hermelijn, vergezeld van twee afgewende sleutels van goud, de baarden naar omlaag. Een helm van zilver, gekroond, getralied, gesierd en omboord van goud, gevoerd en gehecht van keel. Dekkleden: zilver en keel. Helmteken: een paardekop en hals van zilver. Wapenspreuk: 'Nobilitate cordis' in letters van zilver, op een lint van keel. Bovendien voor de [titularis] het schild getopt met een ridderkroon.

## Enkele telgen
Dr.  Ludovic ridder Caeymaex (1912-1997), magistraat en directeur van de Staatsveiligheid
- Jhr. ir. Thierry Caeymaex (1943), burgerlijk metallurgisch ingenieur, chef de famille
  - Jhr. ir. Emmanuel Caeymaex (1969), handelsingenieur, vermoedelijke opvolger als chef de famille[1]

### Adellijke allianties
- Terlinden (1974), Malou (2012), Vinçotte (2013), Goemaere (2016)